# Lagonosticta senegala
Lagonosticta senegala là một loài chim trong họ Estrildidae.